# Guerra dei contadini nell'Alta Austria

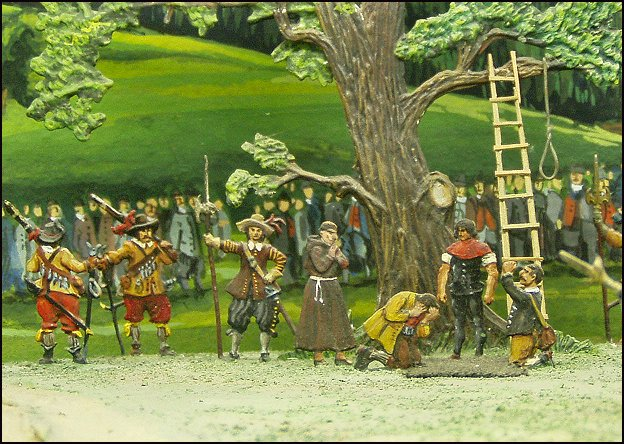
Plastico rappresentante due contadini ribelli costretti a giocarsi a dadi la vita

La guerra dei contadini in Alta Austria (in tedesco: Oberösterreichischer Bauernkrieg) fu una rivolta guidata dai contadini locali scoppiata nel 1626 il cui obbiettivo era quello di liberare l'Alta Austria dal governo bavarese.

## Storia

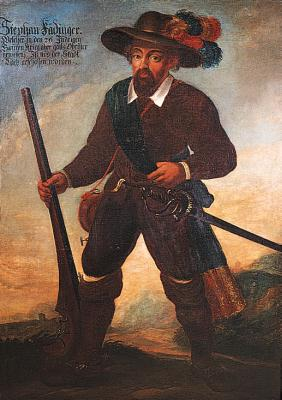
Stefan Fadinger, eletto alto commissario dei distretti di Traunviertel e di Hausruckviertel e supremo comandante dell'armata ribelle

All'inizio della guerra dei trent'anni, l'Alta Austria venne promessa al governo bavarese da parte della casata degli Asburgo per assicurarsi la fedeltà dei Wittelsbach alla causa imperiale. Il nuovo governante iniziò però da subito ad applicare il principio del cuius regio, eius religio e tentò di convertire tutta la popolazione locale al cattolicesimo. Nel maggio del 1625, il pastore protestante di Frankenburg am Hausruck venne rimpiazzato con un sacerdote cattolico fatto arrivare direttamente dalla Baviera. Dopo una rivolta armata, il nuovo sacerdote venn costretto a trovare rifugio nel locale castello. Ad ogni modo, gli uomini in rivolta temevano la reazione del governo della Baviera e si arresero tre giorni dopo. Adam von Herberstorff, governatore bavarese dell'Alta Austria, riunì gli uomini della regione. I 36 uomini che avevano guidato la rivolta si trovavano tra i 5000 convocati. Il tribunale li condannò a morte per sovversione, ma permise a metà di loro di avere la libertà sulla base del destino in un gioco di dadi.
Il governatore riteneva che una sentenza così dura avrebbe certamente intimorito i contadini locali, ma questa servì solo ad incrementare il dissenso verso i bavaresi ed a dare ulteriore simpatia alla causa dei ribelli. L'anno successivo, i contadini dell'area segretamente prepararono una guerra reclutando un uomo da ogni fattoria, rifornendo armi e munizioni ed insegnando tattiche militari. L'attacco venne pianificato per il giorno di Pentecoste, ma la guerra partì con due settimane di anticipo dal momento che due soldati bavaresi avevano tentato di fare violenza ad un contadino rubandogli una mucca da latte presso la città di Lembach. Per tutta risposta, diversi contadini della zona fecero carneficina dei 25 uomini della guarnigione. Il gruppo, dopo questa azione, continuò a raccogliere reclute e proseguì la sua marcia verso Peuerbach dove si trovarono a sbarrargli la strada gli uomini di Herberstorff. I contadini attaccarono e sconfissero il nemico e Herberstorff venne rimosso dal suo incarico di governatore.
L'esercito dei contadini aveva raggiunto i 5000 uomini e si portò ad assediare le città di Eferding, Wels, Kremsmünster e Steyr, giungendo infine a Linz, città che non si arrese pur essendo difesa da soli 150 soldati bavaresi. Durante l'assedio di Linz, il capo dei ribelli Stefan Fadinger, venne colpito a morte. Morì il 5 luglio, due settimane dopo essere stato colpito. La Baviera inviò sul posto delle truppe al comando del generale Pappenheim per risolvere la situazione alla fine di agosto. Steyr venne riconquistata il 26 settembre, e Wels ebbe la medesima sorte il giorno successivo. La guerra proseguì sino all'arrivo dell'inverno, lasciando la campagna locale distrutta. I contadini, sconfitti, vennero costretti a mantenere i 12 000 soldati bavaresi inviati sul posto per sedare la rivolta per tutto l'inverno. Gran parte dei capi della rivolta vennero decapitati nei mesi successivi.

### Conseguenze

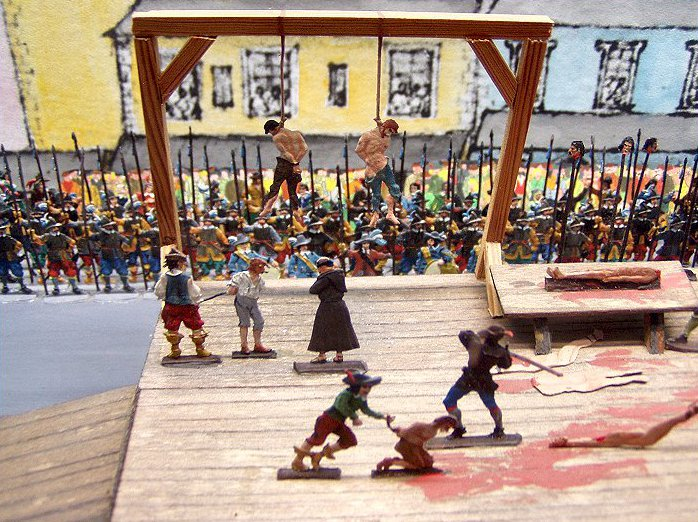
Decapitazione di Martin Aichinger

L'Alta Austria era un territorio ribelle da secoli, con 62 rivolte note tra il 1356 ed il 1849, 14 delle quali si svolsero nel solo XVII secolo. Ad ogni modo, la rivolta dei contadini del 1626 fu la più grave in termini di costi di vite umani e in danni a beni e proprietà. La guerra costò il sequestro dei beni anche a Martin Aichinger, uno dei capi della rivolta che riuscì a fuggire alle persecuzioni dopo la vittoria dei bavaresi; egli divenne in seguito capo religioso, guidò una seconda rivolta contro gli aristocratici. Le sue idee rivoluzionarie spaventavano molto i governanti dell'epoca al punto che riuscirono ad arrestarlo nel 1636 dopo uno scontro a Frankenberg.